# Јарослав Чермак
Јарослав Чермак (чеш. Jaroslav Čermák; Праг, 1. септембар 1831 – Париз, 23. април 1878) био је је чешки сликар познат по сликама са историјском тематиком. Многа његова дела изложена су у Народној галерији у Прагу.

## Биографија
Рођен је у породици прашког лекара. Од ране младости показује вољу и таленат за сликарство, а прве подуке добива од Блумаера из Јегре. Рад са бојама показивали су му Келер и Франц Чермак. 1847. године се уписује на прашку академију уметности. Сликарство је студирао у Прагу, Немачкој, Белгији и Паризу. Након 1848. године путовао је са мајком по Немачкој и Белгији. Уписао се на Анторфску академију у Ваперсу, где проводи годину дана. На позив постао је (једини) ученик белгијског сликара Луиса Галета. Након пола године отишао је у Париз где је живео до краја живота.
На изложби своје слике "Словачки исељеници" у Бриселу је изазвао пажњу белгијског краља Леополда I. Пропутовао је 1850. године Холандију и радио на обалама Нормандије. Од 1858. године посебно се почео занимати за славенство. Тако је најприје обишао Моравску, а након тога и Хрватску, Далмацију, Херцеговину и Црну Гору. Након што је 1862. други пут долазио у Црну Гору Никола I Петровић Његош му је уручио посебно одликовање.
Учествовао је у борбама 1862. године око Цетиња против турских освајача, због чега је био одликован медаљом за храброст.
У последњим годинама живота завршио је слике Босна године 1877. године и Повратак у згариште после битке. Слике биле изложене у париском салону пред Берлински конгрес и изазвале су пажњу. Оне су представљале и дипломатску помоћ српском народу у тим критичним тренуцима.

## Одабрана дела
Међу његове најпознатије слике спадају:
- Жишка и Прокоп ћелави читају Библију на бојним колима
- Песник Ломњицки пева на прашком мосту
- Старојеврејско гробље у Прагу
- Нормански рибари читају еванђеље
- Призор из реформације у Чешкој после Битке на Белој Гори
- Отмица
- Робље
- Хусити пред Наумбургом
- Рањен Црногорац
- Повратак црногорских избеглица 1877
- Херцеговачко робље враћа се на своја згаришта
- Црногорка на љубавном састанку
- Црногорска мати

Умро је 23. априла 1878. године, у Паризу.

## Галерија
- Црногорка (1865)
- Црногорка (XIX век)
- Индијанац
- Херцеговка
- Црногорска мати
- Рањен Црногорац
- Црногорски главар с коњем
- Црногорка у харему (1877)
- Заробљене Црногорке (1870)
- Отмица (1868)
- Повратак црногорских избеглица (1877)